# Задремайлов, Иван Дмитриевич
Иван Дмитриевич Задремайлов (18 августа 1905 года, село Орехово — 2 июня 1998 года, Оренбург) — директор совхоза «Восточный» Адамовского района Чкаловской области. Герой Социалистического Труда (1957).

## Биография
Родился 18 августа 1905 года в крестьянской семье в селе Орехово (сегодня — Миллеровский район Ростовской области). Окончил местную сельскую школу. Член ВЛКСМ. С начала коллективизации принимал активное участие в организации колхозов. Был избран председателем колхоза «Стальной конь» Криворожского района (1930—1931). Позднее обучался в Высшей коммунистической сельскохозяйственной школе. С 1935 года — директор совхоза «Каменнобродский» Ставропольского края.
В марте 1942 года призван в Красную Армию. Воевал военкомом 115-го укрепрайона. Во время Сталинградской битвы исполнял обязанности полномочного особого отдела 50-й стрелковой дивизии.
После демобилизации в звании гвардии старшего лейтенанта возвратился в Ставропольский край, где трудился директором совхоза «Горьковский». По партийному призыву отправился в Оренбуржье осваивать целинные земли. С марта 1954 года — директор нового целинного совхоза «Восточный» Адамовского района.
В 1956 году совхоз «Восточный» сдал государству 3 миллиона 640 тысяч пудов зерновых. Общая стоимость сданной государству сельскохозяйственной продукции полностью окупила себестоимость вложенных средств на строительство совхоза. Указом Президиума Верховного Совета СССР от 11 января 1957 года «за особые заслуги в освоении целинных и залежных земель, успешние проведение уборки и урожая и хлебозаготовок в 1956 году» удостоен звания Героя Социалистического Труда с вручением Ордена Ленина и золотой медали Серп и Молот.
Участвовал во Всесоюзной выставке ВДНХ.
В августе 1968 года вышел на пенсию. Проживал в Оренбурге.
Скончался 31 мая 1998 года. Похоронен на кладбище посёлка имени Куйбышева города Оренбург.

## Награды
- Герой Социалистического Труда
- Орден Ленина
- Орден Красной Звезды (02.04.1945)
- Орден Отечественной войны 2 степени (06.04.1985)
- Медаль «За оборону Сталинграда»
- Медаль «За взятие Кенигсберга» (09.06.1945)
- Медаль «За взятие Берлина» (09.06.1945)
- Медаль «За победу над Германией в Великой Отечественной войне 1941—1945 гг.» (09.05.1945)
- Медаль «За боевые заслуги» (01.08.1944)
- Золотая, серебряная и бронзовая медали ВДНХ